# Joseph Glidden
Joseph Farwell Glidden (ur. 18 stycznia 1813, zm. 9 października 1906) – amerykański farmer, wynalazca nowoczesnego drutu kolczastego.
Joseph Glidden urodził się 18 stycznia 1813 roku w Charlestown w stanie New Hampshire, ale wkrótce potem rodzina przeniosła się do Clarendon w stanie Nowy Jork. W roku 1843 Glidden przeniósł się z żoną Clarissą Foster do Illinois, jednak wkrótce potem żona i dwójka dzieci zmarli. W 1851 roku Glidden ożenił się ponownie, jego żoną została Lucinda Warne.

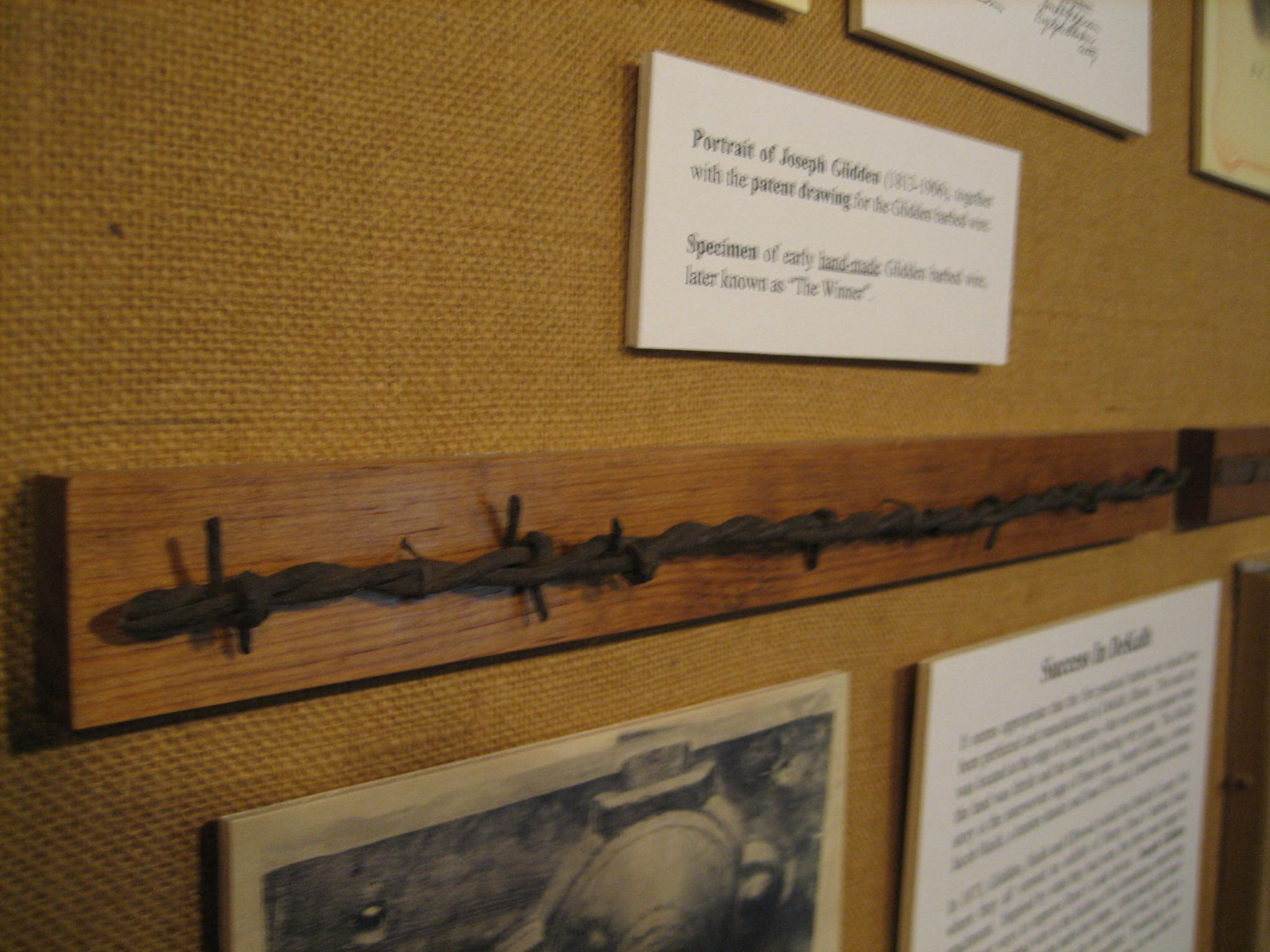
Fragment ręcznie skręconego drutu kolczastego

Glidden jest twórcą nowoczesnej wersji drutu kolczastego, która rozwiązała problem przesuwających się wcześniej kolców. Opracował on drut dwużyłowy, w którym na jednym drucie umieszczane są nawinięte kolce, podczas gdy drugi drut, owinięty wokół całości, zabezpiecza kolce przed ruchem. Na swój wynalazek otrzymał w 1874 roku patent, jednak wkrótce potem został wplątany w liczne pozwy o prawo do niezwykle dochodowego wynalazku. W tym czasie w miejscu swojego zamieszkania, w DeKalb w stanie Illinois, założył przedsiębiorstwo Barb Fence Company, które zajęło się produkcją drutu kolczastego. Dopiero w roku 1892 kwestia praw własności do dwużyłowego drutu kolczastego została rozwiązana, a Gliddenowi przyznano ostatecznie prawo patentowe na mocy wyroku Sądu Najwyższego. W chwili śmierci był jednym z najbogatszych Amerykanów z majątkiem szacowanym na ponad milion dolarów.